# ブエノス・アイレス国立学校
座標: 南緯34度36分40秒 西経58度22分26秒 / 南緯34.611度 西経58.374度
ブエノス・アイレス国立学校 （西es:Colegio Nacional de Buenos Aires）またはCNBA、ブエノスアイレス大学に併置されブエノスアイレス市に位置する国立の大学進学課程。
1年制で入学後約500人の学生が3シフト（午前部・午後部・夜間部）へランダムに分類される。

## 卒業生
色々な卒業生はアルゼンチンの国民の父、大統領、政治家、国際的に著名な科学者、芸術家やノーベル賞受賞者：

### ノーベル賞受賞者
| 名                           | 卒業   | 専門                                                            | 出典        |
| ---------------------------- | ------ | --------------------------------------------------------------- | ----------- |
| カルロス・サアベドラ・ラマス | 1896年 | 政治家、法学者、外交官でノーベル平和賞受賞者（1936年）          | [ 1 ]       |
| バーナード・ウッセイ         | 1900年 | 生理学者、CONICETの社長でノーベル生理学・医学賞受賞者（1947年） | [ 1 ] [ 2 ] |

### 元首
| 名                                     | 卒業 | 専門                                  | 出典 |
| -------------------------------------- | ---- | ------------------------------------- | ---- |
| コルネリオ・サアベドラ                 | 1776 | プリメラ・フンタ議長                  |      |
| フアン・ホセ・パソ                     | 1776 | 第一連合政府と第二連合政府            |      |
| フェリシアーノ・チクラーナ             | 1779 | 第一連合政府                          |      |
| イポリト・ビエイテス                   | 1780 | 大会の長官                            |      |
| マヌエル・アルベルティ                 | 1781 | プリメラ・フンタ議員                  |      |
| フアン・ホセ・カステリ                 | 1782 | プリメラ・フンタ議員                  |      |
| マヌエル・ベルグラノ                   | 1788 | プリメラ・フンタ議員                  |      |
| アントニオ・バルカルセ                 | 1791 | リオ・デ・ラ・プラタ連合州の執政官    |      |
| ニコラス・ロドリゲス・ペニャ           | 1793 | 第二連合政府                          |      |
| フアン・マルティン・デ・プエイレドン   | 1795 | リオ・デ・ラ・プラタ連合州の執政官    |      |
| マリアノ・モレノ                       | 1796 | プリメラ・フンタ議員                  |      |
| ベルナルヂノ・リバダビア               | 1798 | 第一大統領政府の大統領                |      |
| ビセンテ・ロペス・イ・プラネス         | 1803 | 第一大統領政府の大統領                |      |
| フスト・ホセ・デ・ウルキザ             | 1818 | アルゼンチン連合の大統領（1854-1860） |      |
| マルコス・パス                         | 1831 | アルゼンチンの副大統領（1862-1868）   |      |
| フアン・バウティスタ・エグスキザ       | 1863 | パラグアイの大統領（1894-1898）       |      |
| カルロス・ペレグリニ                   | 1864 | アルゼンチンの大統領 (1890-1892)      |      |
| ロケ・サエンズ・ペニャ                 | 1869 | アルゼンチンの大統領 (1910-1914)      |      |
| マルセロ・トルクアルト・デ・アルベアル | 1886 | アルゼンチンの大統領 (1922-1928)      |      |
| アグスティン・ペドロ・フスト           | 1894 | アルゼンチンの大統領 (1932-1938)      |      |
| カルロス・アルベルト・ラコステ         | 1944 | 独裁の臨時大統領（1981）              |      |

## 歴史

### 植民地時代
起源は、植民地政府がイエズス会に若者の教育を委託した、Colegio Grande de San Carlos（コレヒオ・グランデ・デ・サン・カルロス）1661年に設立した。1767年にイエズス会は教皇領によって抑圧された後、1772年にJuan Jose de Vertiz y Salcedo（フアン・ホセ・デ・ベルティス・イ・サルセド）がReal Colegio San Carlos（レアル・コレヒオ・サン・カルロス）の名で学校を再開するまで、教育機関は弱っていた。副王になったベルティスは、1783年に学校の名をReal Convictorio Carolino（レアル・コレヒオ・カロリノ）に変わった。この名は、1806年まで続いていた。その後、学校の名とプログラムは何度か変更された。

### 国立校への移行
1863年に当時の大統領Bartolomé Mitre（バルトロメ・ミトレ）は、この学校をColegio Nacional（国立学校）に再指定。1911年以降は、学校はブエノスアイレス大学に運営されることとなった。指定以降入学は男子のみだったが、1957年からは女子学生も可能となった。

## ギャラリー
Colegio Nacional de Buenos Aires
- 1925年にAula Magna（大ホール）でアインシュタイン、アルセとガヤルド[4]
- 一階への階段
- 教室
- 図書館